# Општина Думбравени (Констанца)
Думбравени (рум. Dumbrăveni) општина је у Румунији у округу Констанца.
Oпштина се налази на надморској висини од 130 m.